# Antonio Coronaro
Antonio Coronaro (Vicenza (Vèneto), 29 de juny, 1851 – Idem. 24 de març, 1933), va ser un compositor i organista italià.
Coronaro va estudiar a Vicenza i va exercir com a organista de la catedral de Vicenza des de 1885 fins a la seva mort. La seva primera òpera Seila (1880) va tenir una bona acollida. Les seves òperes també inclouen La maliarda (1884), Il Falco di Calabria (1903), Edward i Olinta e Simone. Coronaro també va compondre peces per a piano, cançons i obres espirituals. Els seus germans Gaetano i Gellio també eren músics.